# Киров (Калужская область)
Ки́ров — город (с 1936 года; до этого — посёлок Песочня), административный центр Кировского района Калужской области.
Численность населения — 27 661 чел. (2023).
Образует одноимённое муниципальное образование город Киров со статусом городского поселения как единственный населённый пункт в его составе.

## География
Город Киров расположен на южных склонах Смоленско-Московской возвышенности на берегу реки Болвы, которая берёт начало в 80 км от города, общая её протяжённость 224 км. В Болву впадает река Песочня, на которой построена плотина, в результате чего образовалось Верхнее водохранилище. Ширина водной поверхности этого водохранилища составляет 400 м. Нижнее водохранилище расположено в пределах городской застройки. Длина его около 4 км, площадь водного зеркала 54 га. Фактически город стоит на двух водохранилищах.

## История

### Начало освоения
Эпохой мезолита датируется кремнёвое комбинированное орудие «песочноровской культуры», найденное на берегу Верхнего озера.
В XII—XIII веках территория нынешнего Кирова входила в состав Брянского княжества, которое являлось границей Руси и Великого княжества Литовского. На берегах Болвы и Песоченки до сих пор сохранились курганы — немые свидетели боёв XIII—XIV веков.

### Основание песоченских заводов
Нынешний город ведёт своё начало с 1744—1745 годов, когда на берегу реки Песоченки в Фоминичском стане Серпейского уезда Калужской провинции предприимчивые купцы Иван и Пётр Золотарёвы основали небольшое металлургическое производство. Закладка завода, позже получившего название Верхнепесоченского железоделательного и молотового, началась летом 1744 года, и это событие послужило основанием для того, чтобы с него вести летоисчисление нынешнего города. Датой же основания завода является 2 декабря 1745 г., когда был пущен доменно-литейный цех и заформованы первые изделия из чугуна. Кроме производства чугунной посуды и печного литья, часть чугуна шла в переделку в железо, и из него изготавливалось большое количество разнообразных изделий: от полосового железа и гвоздей до деталей машин и механизмов.
В 1749 году завод был куплен Афанасием Абрамовичем Гончаровым (прадедом Натальи Гончаровой — жены А. С. Пушкина); ему и его потомкам завод принадлежал 90 лет. В 1752 году А. А. Гончаров построил Нижнепесоченский молотовый завод. На протяжении XVIII—XIX вв. заводы выпускали предметы печного и кухонного литья, различные утилитарные и художественные изделия — как из чугуна, так и железа. В гончаровский период в селе Песоченский Завод, которое с конца XVIII в. состояло в Жиздринском уезде Калужской губернии, строятся: каменная Церковь Рождества Пресвятой Богородицы (1768 г.) на Заводской площади, двухэтажное здание заводоуправления, усадебный дом, ряд новых заводских строений — гвоздильная фабрика, лесопильня.

### Село Песоченский Завод в XIX веке
В 1839 году песоченские заводы купил Иван Акимович Мальцов, перепрофилировавший Нижнепесоченский молотовый завод на выпуск фаянсовой посуды. При нём и его сыне Сергее Ивановиче Мальцове в смежных уездах Орловской, Смоленской и Калужской губерний складывается фабрично-заводской район или округ, куда вошла и Песочня. Если Верхний завод при Мальцовых продолжал специализироваться на выпуске кухонного и печного литья, то на базе Нижнего завода в 1853 г. было основано фаянсовое производство, и стала изготавливаться фаянсовая посуда в широком ассортименте. 
Фаянсовая посуда производилась из местной белой огнеупорной глины и вывозилась в Ростов-на-Дону, Нижний Новгород, Киев. В 1875 году песоченские заводы вошли в состав Мальцовского торгово-промышленного товарищества, а с 1894 года функционировали в составе Акционерного общества мальцовских заводов (АОМЗ).
С середины XIX века стала застраиваться каменными домами мастеровых Большая улица (ныне — ул. Пролетарская), соединившая оба завода и посёлки при них, и волостное село Песоченский завод становится единым поселением (однако ярко выраженное деление на два «города» — Верхний и Нижний — остаётся отличительной чертой Кирова и по сей день).
В 1893 году (по другим данным, в 1890 г.) была построена Церковь Александра Невского на Нижнем озере.
Мальцовы основывают в Песочне училище для детей обоего пола. Несколько лет в Песочне действует сахарный завод. В начале 1880-х годов немецкий инженер Б. Молль построил с помощью С. И. Мальцова эмалировочный завод, где стала эмалироваться чугунная и железная посуда и другие изделия. Все заводские села мальцовского округа в 1877—1878 гг. были соединены узкоколейной железной дорогой, щебёночным шоссе, телеграфными и телефонными линиями.

### Село Песоченский Завод после революции
После революции 1917 года Песоченский завод посещал в 1919 году нарком просвещения РСФСР А. В. Луначарский, а также неоднократно — видный деятель рабочего движения Игнат Фокин.
В 1920 году село Песоченский Завод вместе с Жиздринским уездом вошло в состав вновь образованной Брянской губернии, в 1924 году Песоченский район вошёл в состав Бежицкого уезда Брянской области. В том же году была основана Песоченская районная больница, несколько деревянных корпусов на том же месте, где она находится сейчас.

### Рабочий посёлок Песочня
9 ноября 1925 года село Песоченский Завод получило статус рабочего посёлка с официальным наименованием Песочня. По переписи 1926 года в Песочне проживало 7660 человек, а в укрупнённой волости, ставшей основой созданного в 1929 году Песоченского района, 35 455 жителей.
В 1929 году был сформирован Песоченский район Брянского округа Западной области. С 1930 года район перешёл в прямое подчинение Западной области.
В мае 1931 года в Песочне вышел первый номер районной газеты «Социалистическое наступление».
В декабре 1931 года начато движение поездов по железной дороге Брянск — Вязьма.
В 1935 году выросшая поблизости от Песочни станция Фаянсовая стала узловой: начато движение по участку железной дороги Рославль — Сухиничи. В 1934 году построено паровозное депо Фаянсовая, другие службы и предприятия. Около 30 лет существовало самостоятельное Фаянсовское отделение Московской железной дороги, вырос одноимённый посёлок, ставший позднее частью города.

### Образование города Киров
19 января 1936 года посёлок Песочня получил статус города и новое имя Киров — в честь С. М. Кирова (1886—1934). Одновременно Песоченский район был переименован в Кировский. Активно обсуждается вопрос переименования города в Песоченск.

### Киров в годы Великой Отечественной войны
4 октября 1941 года город был оккупирован немецкими войсками. 10—11 января 1942 года он был освобождён от нацистов войсками 330-й стрелковой дивизии 10-й армии Западного фронта (командующий — Георгий Жуков) в ходе Ржевско-Вяземской операции.
В начале 1942 года в окрестностях Кирова (Песочни) попали в окружение и понесли тяжёлые потери 2-й кавалерийский корпус под командованием генерала П. А. Белова и 201-я воздушно-десантная бригада.
После разгрома 33-й армии с 20 апреля 1942 года Киров стал рубежом линии обороны Ржев — Гжатск — Киров — Жиздра.
В августе 1943 года войска 10-й армии освободили значительную часть территории района. С 10 по 20 августа в результате Спас-Деменской наступательной операции была освобождена от врага территория нынешних сельских поселений «Верхняя Песочня» и «Тягаево». 15 сентября того же года в результате флангового удара на Брянск войск 50-й армии были окончательно освобождены от фашистов населённые пункты юго-западной части района.
В Великой Отечественной войне участвовало более 7 тыс. кировчан, более 5 тыс. из них погибло, а также погибло 3 тыс. мирных жителей. Среди призванных из Кировского района — 9 Героев Советского Союза и 3 полных кавалеров ордена Славы. Воинских захоронений (братских и одиночных) могил — 43, в них похоронено 9 977 чел., имена 8 160 чел. известны. В городе и районе насчитывается 40 других памятников и памятных мест, связанных с событиями Великой Отечественной войны.

## Современный Киров
В 2004 году в ходе административной реформы образован Муниципальный район «Город Киров и Кировский район», состоящий из одного городского поселения «Город Киров» и двенадцати сельских поселений: «Село Бережки», «Деревня Малая Песочня», «Деревня Большие Савки», «Деревня Верхняя Песочня», «Село Волое», «Село Воскресенск», «Деревня Выползово», «Деревня Гавриловка», «Село Дуброво», «Деревня Буда», «Деревня Тягаево», «Село Фоминичи», объединённых общей территорией 1000,4 км².
Киров имеет три района — Верхний, Нижний, Фаянсовая. Территория города составляет 3648 га, на одноэтажную застройку приходится 62 % площади, площадь зелёных насаждений на 1 жителя с учётом лесопарковой зоны составляет 101 м².
На данный момент в городе вещает телеканал «Киров-ТВ» (45 ТВК), доступны следующие радиостанции:
- Радио Соль FM (ПЛАН) — 99.7 FM
- Ника FM — 102.3 FM
- Радио Дача — 105.6 FM

## Символика
Официальными символами муниципального образования «город Киров и Кировский район» являются герб и флаг.

### Герб
Решением Городской думы от 29.07.2004 года N 355 был утверждён официальный герб.
Авторами идеи герба являются жители города Киров: Е. Челноков, Г. Блохина, В. Шилов. Доработка герба была осуществлена Союзом геральдистов России
Герб муниципального образования «город Киров и Кировский район» отражает географические, исторические и экономические особенности территории. Геральдической фигурой — вилообразным крестом — обозначено слияние двух рек: Болвы и Ужати.
Доменная печь и кувшин символизируют основные кировские промышленные производства. Печь указывает на металлургию, которая развивается в городе с самого его появления — Киров был основан как посёлок при металлургическом Песоченском заводе.
Кувшин указывает на фарфоровую и фаянсовую продукцию, производимую в городе с XIX столетия.
Зелёный цвет в геральдике — символ природы, надежды, сельского хозяйства, здоровья.
Серебро — символ искренности, мира, взаимопонимания, безупречности.

### Флаг
Флаг муниципального образования «город Киров и Кировский район» разработан на основе герба. Утверждён решением Городской думы от 29.07.2004 года N 356.

## Население
| 1859    | 1880    | 1897    | 1913    | 1920    | 1926    | 1931    | 1939    | 1959    | 1967    | 1970    |
| ------- | ------- | ------- | ------- | ------- | ------- | ------- | ------- | ------- | ------- | ------- |
| 3353    | ↗4922   | ↗4983   | ↗5375   | ↗5446   | ↗7660   | ↗9011   | ↗15 313 | ↗16 647 | ↗26 000 | ↗29 355 |
| 1979    | 1989    | 1992    | 1996    | 1998    | 2002    | 2003    | 2005    | 2006    | 2007    | 2009    |
| ↗33 492 | ↗35 962 | ↗37 200 | ↗40 700 | ↘40 600 | ↘38 893 | ↗38 900 | →38 900 | →38 900 | ↘38 800 | ↘38 706 |
| 2010    | 2011    | 2012    | 2013    | 2014    | 2015    | 2016    | 2017    | 2018    | 2019    | 2020    |
| ↘31 882 | ↘31 824 | ↘31 603 | ↘31 404 | ↘31 230 | ↘31 039 | ↘30 894 | ↘30 839 | ↘30 520 | ↘30 334 | ↘29 946 |
| 2021    | 2023    |         |         |         |         |         |         |         |         |         |
| ↘28 097 | ↘27 661 |         |         |         |         |         |         |         |         |         |

На 1 января 2025 года по численности населения город находился на 525-м месте из 1124 городов Российской Федерации.
Национальный состав
По итогам переписи населения 2020 года проживали следующие национальности (национальности менее 0,1 % и другое, см. в сноске к строке «Другие»):
| Национальность | Численность, чел. | Доля     |
| -------------- | ----------------- | -------- |
| Русские        | 25 772            | 91,73 %  |
| Украинцы       | 91                | 0,32 %   |
| Узбеки         | 87                | 0,31 %   |
| Таджики        | 77                | 0,27 %   |
| Азербайджанцы  | 43                | 0,15 %   |
| Цыгане         | 41                | 0,15 %   |
| Белорусы       | 36                | 0,13 %   |
| Другие         | 1950              | 6,94 %   |
| Итого          | 28 097            | 100,00 % |

## Социальная сфера

### Образование
В городе функционируют 9 муниципальных детских садов, дошкольные группы в двух общеобразовательных учреждениях, дошкольное отделение при коррекционной школе-интернате, 8 общеобразовательных школ.

Дополнительное образование представлено двумя детскими школами искусств, Муниципальным казённым учреждением "Спортивная школа олимпийского резерва «Лидер», домом детского творчества.

## Экономика
Ведущие предприятия района ЗАО «Кировская керамика» и ОАО «Кировский завод» являются старейшими представителями промышленности. В 2017 г. ОАО «Кировский завод» практически прекратил своё существование. Ведущие предприятия в сельском хозяйстве: ООО «Агроферма Лосинская», ООО «Керамик-Агро», ООО «ТЕВ», ООО «Силена». Также работают мясокомбинат, хлебокомбинат, швейная фабрика, завод железобетонных конструкций и строительных деталей. Ведётся производство посуды и сувениров из майолики.
В 17 километрах к северу от города находится авиабаза Шайковка.

## Катастрофа Ту-22М2
16 мая 1986 года на борту Ту-22М экипажа гв. капитана Мурсанкова С. Г, вскоре после взлёта с аэродрома Шайковка в хвостовой части фюзеляжа из-за обильной течи керосина возник пожар. Экипаж развернул машину на обратный курс. Пожар привёл к полной потере управления самолётом, в результате чего на высоте 400 метров, через 3 минуты после взлёта, экипаж катапультировался. Последним покинул борт командир экипажа, пытавшийся отвести воздушный корабль от города. Через две-три секунды самолёт взорвался в воздухе, уткнувшись носовой частью в озеро Верхнее.54°04′28″ с. ш. 34°17′28″ в. д. Горящий керосин из взорвавшихся топливных баков самолёта накрыл автобусную остановку у проходной Кировского чугунолитейного завода. 10 человек погибли на месте, четверо скончались в больнице. 37 человек получили ожоги различной степени тяжести. Экипаж выжил.

Из официального заключения комиссии по расследованию лётного происшествия (председатель — Главнокомандующий ВВС страны, маршал авиации А. Н. Ефимов):
Установлено, что пожар возник на 29-й секунде полета из-за обильной течи (1 тонна в минуту) и скопления топлива в отсеке правой мотогондолы...Самолет самопроизвольно, несмотря на предупреждающие действия летчиков органами управления, энергично увеличил правый крен, уклоняясь в сторону города. Экипаж, после принятия всех возможных мер, на высоте 400 метров покинул уже неуправляемый самолет, командир корабля катапультировался последним, когда от него уже ничего не зависело.
Памятник жертвам катастрофы был установлен в заводском сквере.54°04′34″ с. ш. 34°17′50″ в. д.

## Известные жители и уроженцы
- Андрианов, Василий Михайлович(1902—1978) — первый секретарь Свердловского и Ленинградского обкомов ВКП(б), член Президиума ЦК КПСС.
- Горецкий, Максим Иванович (1893—1938) — писатель, общественный деятель. 24 мая 2013 была торжественно открыта мемориальная доска на здании школы-интерната[47]
- Демичев, Пётр Нилович (1918—2010) — министр культуры СССР
- Фролов, Константин Васильевич (1932—2007) — советский и российский учёный, Герой Социалистического Труда.

Герои Советского Союза, чьи имена носят улицы города Кирова:
- Жмакин, Василий Павлович (1898—1963)
- Куракин, Николай Семёнович (1914—1943)
- Чурилин, Арсений Павлович (1909—1957)
- Шелаев, Антон Стефанович (1924—1976)

## Фотографии
- Завод «Кировский стройфарфор» ныне «Кировская керамика»
- Памятник павшим заводчанам у завода «Кировский стройфарфор»
- Здание районной и городской администрации г. Кирова

- Озеро. Нижний микрорайон
- Памятник С. М. Кирову
- Рекламная фигура кировского домостроительного комбината на плотине на нижнем озере